# Agrigento (provincie)
Agrigento is een van de negen provincies van de Italiaanse autonome regio Sicilië. Hoofdstad is de stad Agrigento. De officiële afkorting van de provincie is AG.
De provincie Agrigento (3042 km², 448.053 inwoners) is de zuidelijkste van Italië, want behalve grondgebied op het eiland Sicilië behoren ook de Pelagische eilanden Lampione, Linosa en Lampedusa tot deze provincie. Enkele andere plaatsen van enig belang zijn Canicattì, Sciacca, Naro, Licata en Porto Empedocle.
Agrigento grenst aan de provincies Trapani, Caltanissetta en Palermo. De provincie ligt aan het Kanaal van Malta.

## Afbeeldingen

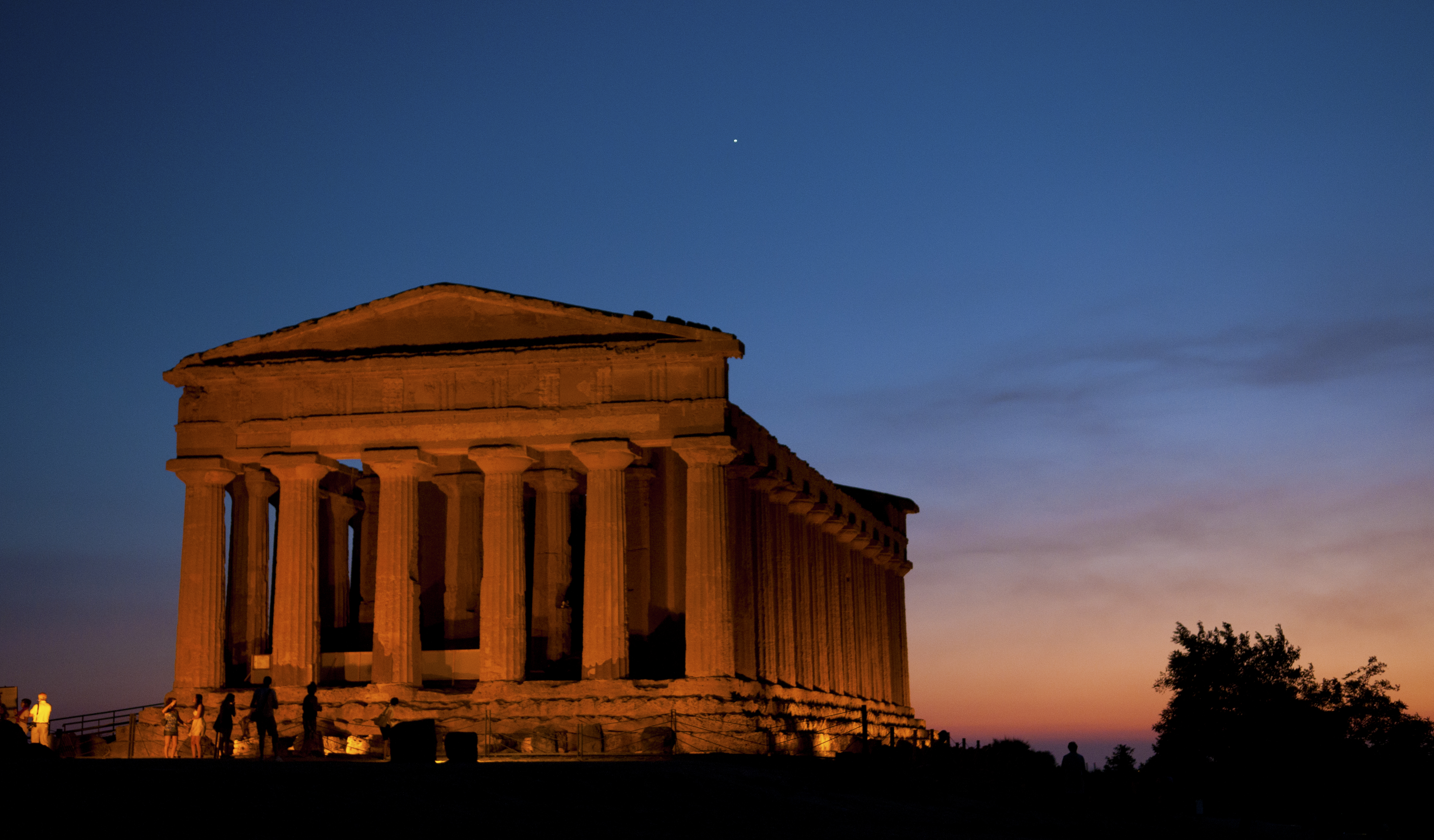
Antieke tempel bij Agrigento
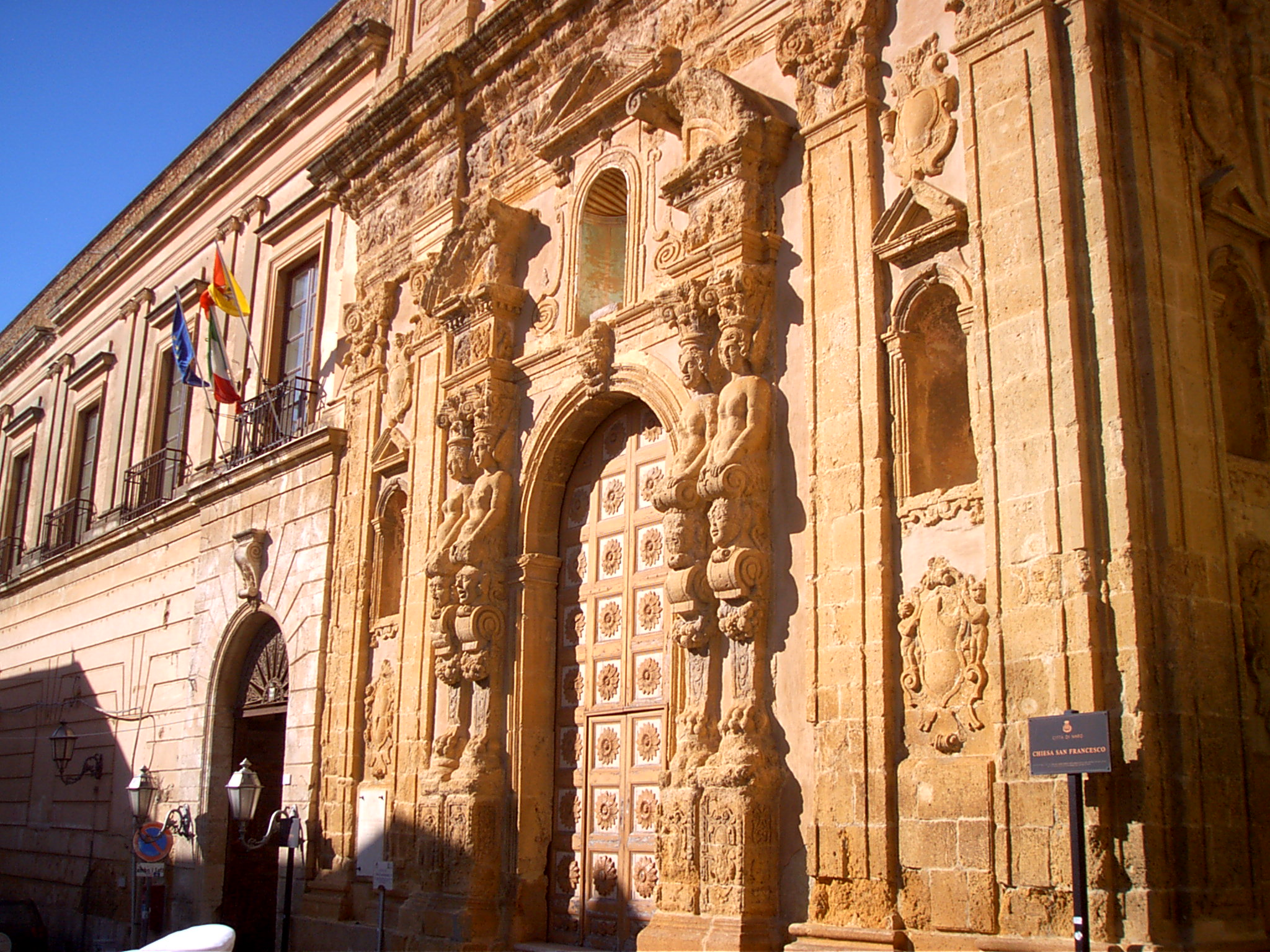
Kerk van de heilige Franciscus in de stad Agrigento
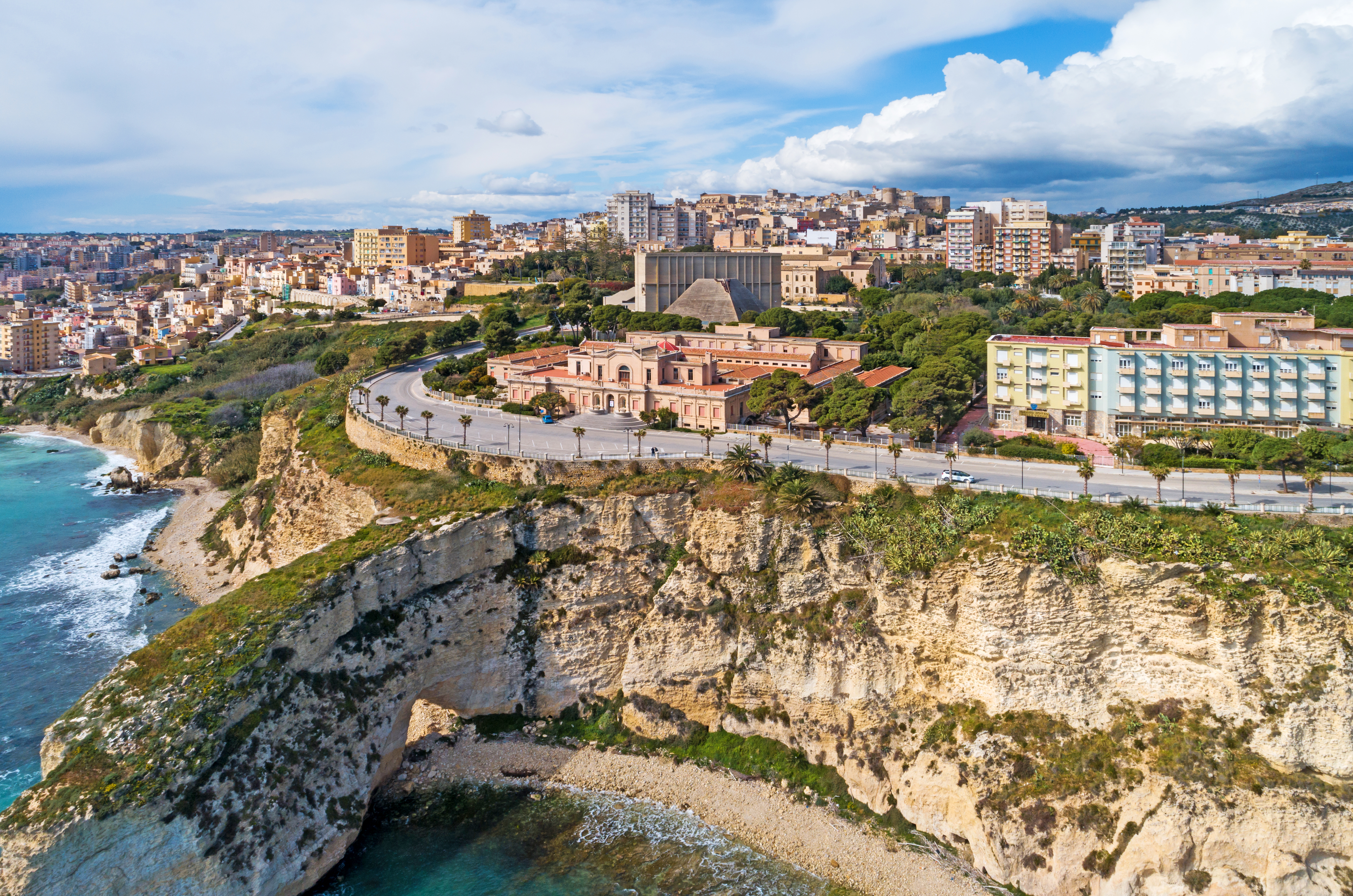
Sciacca
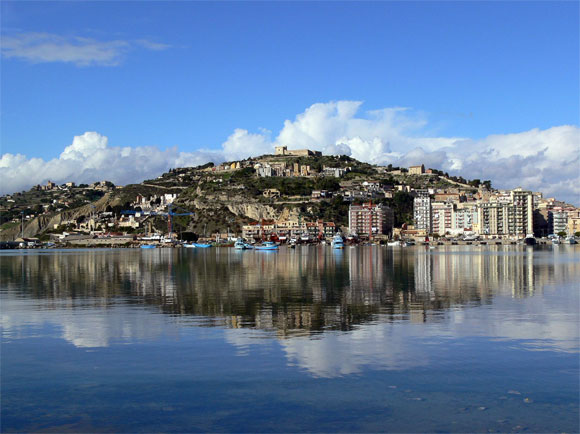
Zicht op Licata